# 澳大利亞奧林匹克委員會
澳洲奧林匹克委員會（Australian Olympic Committee）是澳洲的國家奧林匹克委員會，於1895年成立，是國際奧委會和大洋洲國家奧林匹克委員會的成員。1896年，他們派員參加在希臘雅典舉行的首屆現代夏季奧運會。
現時，澳洲奧林匹克委員會的總部設在悉尼，主席是Ian Chesterman，他自2022年起出任此職。

## 資料來源
1. ↑  .   [2014-03-03]. （原始内容存档于2008-09-06）.